# Ministero della difesa (Giappone)

Logo di Ministero della difesa del Giappone

Il Ministero della difesa del Giappone (防衛省?, Bōei-shō) è l'ente del gabinetto del Giappone che, secondo l'articolo 66 della costituzione, si occupa della gestione dell'apparato militare giapponese e della protezione del Paese da eventuali minacce esterne. È presieduto dal ministro della difesa, il quale è circondato dal ministro di stato della difesa, dal vice-ministro parlamentare della difesa e da diversi consiglieri, vice-ministri e sottosegretari.
L'attuale ministro della difesa è Gen Nakatani, in carica dal 1º ottobre 2024. Prima della sua promozione a ministero della difesa, avvenuta il 9 gennaio 2007, l'organo prendeva il nome di "agenzia della difesa" (Defense Agency).

## Ministri della difesa
| Immagine       | Nome              | Inizio mandato    | Fine mandato      | Governo           |
| -------------- | ----------------- | ----------------- | ----------------- | ----------------- |
|                | Fumio Kyūma       | 9 gennaio 2007    | 4 luglio 2007     | Shinzō Abe        |
|                | Yuriko Koike      | 4 luglio 2007     | 27 agosto 2007    |                   |
|                | Masahiko Kōmura   | 27 agosto 2007    | 26 settembre 2007 |                   |
|                | Shigeru Ishiba    | 26 settembre 2007 | 2 agosto 2008     | Yasuo Fukuda      |
|                | Yoshimasa Hayashi | 2 agosto 2008     | 24 settembre 2008 | Yasuo Fukuda      |
|                | Yasukazu Hamada   | 24 settembre 2008 | 16 settembre 2009 | Tarō Asō          |
|                | Toshimi Kitazawa  | 16 settembre 2009 | 8 giugno 2010     | Yukio Hatoyama    |
| 8 giugno 2010  | Toshimi Kitazawa  | 2 settembre 2011  | Naoto Kan         |                   |
|                | Yasuo Ichikawa    | 2 settembre 2011  | 13 gennaio 2012   | Yoshihiko Noda    |
|                | Naoki Tanaka      | 13 gennaio 2012   | 4 giugno 2012     | Yoshihiko Noda    |
|                | Satoshi Morimoto  | 4 giugno 2012     | 26 dicembre 2012  | Yoshihiko Noda    |
|                | Itsunori Onodera  | 26 dicembre 2012  | 3 settembre 2014  | Shinzō Abe        |
|                | Akinori Eto       | 3 settembre 2014  | 24 dicembre 2014  | Shinzō Abe        |
|                | Gen Nakatani      | 24 dicembre 2014  | 3 agosto 2016     | Shinzō Abe        |
|                | Tomomi Inada      | 3 agosto 2016     | 28 luglio 2017    | Shinzō Abe        |
|                | Fumio Kishida     | 28 luglio 2017    | 3 agosto 2017     | Shinzō Abe        |
|                | Itsunori Onodera  | 3 agosto 2017     | 2 ottobre 2018    | Shinzō Abe        |
|                | Takeshi Iwaya     | 2 ottobre 2018    | 11 settembre 2019 | Shinzō Abe        |
|                | Tarō Kōno         | 11 settembre 2019 | 16 settembre 2020 | Shinzō Abe        |
|                | Nobuo Kishi       | 16 settembre 2020 | 4 ottobre 2021    | Yoshihide Suga    |
| 4 ottobre 2021 | Nobuo Kishi       | 10 agosto 2022    | Fumio Kishida     |                   |
|                | Yasukazu Hamada   | 10 agosto 2022    | Fumio Kishida     | 13 settembre 2023 |
|                | Minoru Kihara     | 13 settembre 2023 | Fumio Kishida     | 1º ottobre 2024   |
|                | Gen Nakatani      | 1º ottobre 2024   | in carica         | Shigeru Ishiba    |